# Egidio Bisol

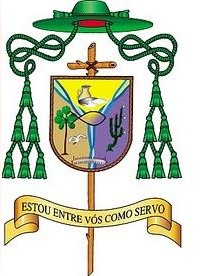
Bischofswappen von Egidio Bisol

Egidio Bisol (* 23. Dezember 1947 in Bassano del Grappa) ist ein italienischer Geistlicher und emeritierter römisch-katholischer Bischof von Afogados da Ingazeira.

## Leben
Egidio Bisol empfing am 31. Mai 1972 die Priesterweihe für das Bistum Vicenza.
Papst Benedikt XVI. ernannte ihn am 7. Oktober 2009 zum Bischof von Afogados da Ingazeira in Brasilien. Der Erzbischof von Vitória da Conquista, Luís Gonzaga Silva Pepeu OFMCap, spendete ihm am 9. Januar des nächsten Jahres die Bischofsweihe; Mitkonsekratoren waren Cesare Nosiglia, Erzbischof ad personam von Vicenza, und Roque Paloschi, Bischof von Roraima. Als Wahlspruch wählte er ESTOU ENTRE VÓS COMO SERVO.
Am 25. Oktober 2023 nahm Papst Franziskus das altersbedingte Rücktrittsgesuch von Egidio Bisol an.